# Songs of David Byrne and Brian Eno Tour
Songs of David Byrne and Brian Eno Tour – jedyna promocyjna trasa koncertowa muzyków: Davida Byrne’a i Briana Eno, która odbyła się na przełomie 2008 i 2009 r. Trasa promowała wydany w 2008 r. album duetu Everything That Happens Will Happen Today. Obejmowała prawie cały świat: Europę, Amerykę Północną, Azję i Oceanię. Jedyny materiał dokumentujący trasę stanowi wydana 11 maja 2009 EP Everything That Happens Will Happen on This Tour – David Byrne on Tour: Songs of David Byrne and Brian Eno.

## Program koncertów

### Pierwszy koncert trasy
1. „Strange Overtones”
2. „I Zimbra”
3. „One Fine Day”
4. „Help Me Somebody”
5. „Houses in Motion”
6. „My Big Nurse”
7. „My Big Hands (Fall Through the Cracks)”
8. „Heaven”
9. „Home”
10. „The River”
11. „Crosseyed and Painless”
12. „Life is Long”
13. „Once in a Lifetime”
14. „Life During Wartime”
15. „I Feel My Stuff”

Pierwszy bis:
1. „Take Me to the River” (cover Talking Heads)
2. „The Great Curve”

Drugi bis:
1. „Everything Will Happens”

### Koncert w St. Louis (18 października 2008)
1. „Strange Overtones”
2. „I Zimbra”
3. „One Fine Day”
4. „Help Me Somebody”
5. „Houses in Motion”
6. „My Nig Nurse”
7. „My Big Hands (Fall Through the Cracks)”
8. „Heaven”
9. „Never Thought”
10. „The River”
11. „Crosseyed and Painless”
12. „Life Is Long”
13. „Once in a Lifetime”
14. „Life During Wartime”
15. „I Feel My Stuff”

Pierwszy bis:
1. „Take Me to the River”
2. „The Great Curve”

Drugi bis:
1. „Air”
2. ”Burning Down the House”
3. „Everything That Happens”

Podczas koncertów w Omasze, Indianapolis, Toronto i Raleigh David Byrne grał aż trzy bisy. Pierwszy bis stanowiły utwory „Take Me to the River” i „The Great Curve”. Na drugi bis Byrne grał utwory „Don't Worry About the Government” i „Burning Down the House”. Trzeci bis stanowił utwór „Everything That Happens”. Wydłużone bisy były wykonywane na koncertach w Sydney i Hongkongu. 

## Lista koncertów

### Pierwsza część – jesień 2008
1. 16 września 2008 – Bethlehem, Pensylwania, USA – Zoellner Arts Center
2. 17 września 2008 – Baltimore, Maryland, USA – Lyric Opera House
3. 18 września 2008 – Newport News, Wirginia, USA – Ferguson Center for the Arts
4. 20 września 2008 – Atlanta, Georgia, USA – Chastain Park Amphitheater
5. 21 września 2008 – Asheville, Karolina Północna, USA – Thomas Wolfe Auditorium
6. 22 września 2008 – Nashville, Tennessee, USA – Ryman Auditorium
7. 23 września 2008 – Memphis, Tennessee, USA – Orpheum Theatre
8. 25 września 2008 – Austin, Teksas, USA – The Paramount Theatre
9. 26 września 2008 – Austin, Teksas, USA – festiwal Austin City Limits Music Festival w parku Zilker
10. 28 września 2008 – Albuquerque, Nowy Meksyk, USA – Kiva Auditorium
11. 30 września 2008 – Phoenix, Arizona, USA – Orpheum Theatre
12. 2 października 2008 – San Diego, Kalifornia, USA – Humphrey's
13. 3 października 2008 – Los Angeles, Kalifornia, USA – Greek Theatre
14. 4 października 2008 – Santa Barbara, Kalifornia, USA – Arlington Theater
15. 6 października 2008 – San Francisco, Kalifornia, USA – Louise M. Davies Symphony Hall
16. 7 października 2008 – San Francisco, Kalifornia, USA – Louise M. Davies Symphony Hall
17. 8 października 2008 – Santa Rosa, Kalifornia, USA – Wells Fargo Center for the Arts
18. 9 października 2008 – Saratoga, Kalifornia, USA – Góry Winery (przeniesiony i później odwołany)
19. 11 października 2008 – Park City, Utah, USA – Eccles Center for the Performings Arts
20. 12 października 2008 – Denver, Kolorado, USA – Buell Theater
21. 14 października 2008 – Minneapolis, Minnesota, USA – State Theatre
22. 15 października 2008 – Milwaukee, Wisconsin, USA – Pabst Theater
23. 17 października 2008 – Omaha, Nebraska, USA – Kiewit Concert Hall
24. 18 października 2008 – Saint Louis, Missouri, USA – Fox Theatre
25. 19 października 2008 – Kansas City, Missouri, USA – Uptown Theatre
26. 21 października 2008 – Louisville, Kentucky, USA – Louisville Palace Theatre
27. 23 października 2008 – Cleveland, Ohio, USA – Allen Theatre
28. 24 października 2008 – Ann Arbor, Michigan, USA – Michigan Theater
29. 25 października 2008 – Indianapolis, Indiana, USA – Clowes Memorial Hall
30. 26 października 2008 – Chicago, Illinois, USA – Civic Opera House
31. 29 października 2008 – Toronto, Ontario, Kanada – Massey Hall
32. 30 października 2008 – Montreal, Quebec, Kanada – Metropolis
33. 31 października 2008 – Boston, Massachusetts, USA – Citi Performings Arts Center
34. 1 listopada 2008 – Atlantic City, New Jersey, USA – Borgata
35. 3 listopada 2008 – Red Bank, New Jersey, USA – Count Basie Theatre
36. 5 listopada 2008 – Albany, Nowy Jork, USA – Empire State Plaza
37. 7 listopada 2008 – Pittsburgh, Pensylwania, USA – Carnegie Music Hall
38. 8 listopada 2008 – Filadelfia, Pensylwania, USA – Tower Theater
39. 9 listopada 2008 – Waszyngton, USA – Warner Theatre
40. 28 listopada 2008 – Buffalo, Nowy Jork, USA – UB Center for the Arts
41. 29 listopada 2008 – Syracuse, Nowy Jork, USA – Landmark Theatre
42. 30 listopada 2008 – New Bedford, Massachusetts, USA – Zeiterion Theatre
43. 2 grudnia 2008 – Northampton, Massachusetts, USA – Calvin Theatre
44. 3 grudnia 2008 – Wilmington, Delaware, USA – Grand Opera House
45. 4 grudnia 2008 – York, Pensylwania, USA – Strand-Capitol Performings Arts
46. 5 grudnia 2008 – Ledyard, Connecticut, USA – Foxwoods Resort Casino
47. 7 grudnia 2008 – Knoxville, Tennessee, USA – Tennessee Theatre
48. 8 grudnia 2008 – Raleigh, Karolina Północna, USA – Meymandi Concert Hall
49. 9 grudnia 2008 – North Charleston, Karolina Południowa, USA – North Charleston Performings Arts Center
50. 10 grudnia 2008 – Charlotte, Karolina Południowa, USA – Ovens Auditorium
51. 12 grudnia 2008 – Tampa, Floryda, USA – Tampa Theatre
52. 13 grudnia 2008 – Miami Beach, Floryda, USA – Filmore Miami Beach at Jackie Gleason Theater

### Druga część – zima 2009
1. 19 stycznia 2009 – Hongkong, Chiny – Hong Kong Convention and Exhibition Centre
2. 21 stycznia 2009 – Singapur, Suntec City Concert Hall
3. 23 stycznia 2009 – Osaka, Japonia – Osaka Hatch
4. 27 stycznia 2009 – Tokio, Japonia – Shibuya-AX
5. 28 stycznia 2009 – Tokio, Japonia - Shibuya-AX
6. 1 lutego 2009 – Sydney, Australia – Sydney Opera House
7. 2 lutego 2009 – Sydney, Australia – Sydney Opera House
8. 4 lutego 2009 – South Perth, Australia – Perth Zoo
9. 7 lutego 2009 – Brisbane, Australia – Brisbane Convention & Exhibition Centre
10. 9 lutego 2009 – Melbourne, Australia – Hamer Hall
11. 10 lutego 2009 – Melbourne, Australia – Hamer Hall
12. 13 lutego 2009 – Wellington, Nowa Zelandia – Michael Fowler Centre
13. 14 lutego 2009 – Auckland, Nowa Zelandia – ASB Theatre
14. 18 lutego 2009 – Seattle, Waszyngton, USA – Benaroya Hall
15. 19 lutego 2009 – Spokane, Waszyngton, USA – Martin Woldson Theatre at Fox
16. 20 lutego 2009 – Vancouver, Kolumbia Brytyjska – Queen Elizabeth Theatre
17. 22 lutego 2009 – Edmonton, Alberta, Kanada – Northern Alberta Jubilee Auditorium
18. 23 lutego 2009 – Calgary, Alberta, Kanada – Jack Singer Concert Hall
19. 27 lutego 2009 – Nowy Jork, USA – Radio City Music Hall
20. 28 lutego 2009 – Nowy Jork, USA – Radio City Music Hall

### Trzecia część - koncerty w Europie wiosną 2009
1. 9 marca 2009 – Düsseldorf, Niemcy – Tonhalle Düsseldorf
2. 10 marca 2009 – Antwerpia, Belgia – Konigin Elisabethzaal
3. 12 marca 2009 – Hamburg, Niemcy – Congress Centrum
4. 14 marca 2009 – Frankfurt nad Menem, Niemcy – Alte Oper
5. 16 marca 2009 – Kopenhaga, Dania – Falkoner Theatre
6. 17 marca 2009 – Sztokholm, Szwecja – Cirkus
7. 19 marca 2009 – Oslo, Norwegia – Sentrum Scene
8. 20 marca 2009 – Malmö, Szwecja – Concert House
9. 22 marca 2009 – Hanower, Niemcy – Theater am Aegi
10. 23 marca 2009 – Berlin, Niemcy – Tempodrom
11. 24 marca 2009 – Utrecht, Holandia – MC Vredenburg
12. 25 marca 2009 – Paryż, Francja – Paris Olympia
13. 27 marca 2009 – Bristol, Anglia – Colston Hall
14. 29 marca 2009 – Birmingham, Anglia – Symphony Hall
15. 30 marca 2009 – Manchester, Anglia – Bridgewater Hall
16. 31 marca 2009 – Glasgow, Szkocja – Glasgow Royal Concert Hall
17. 1 kwietnia 2009 – Gateshead, Anglia – The Sage Gateshead
18. 3 kwietnia 2009 – Liverpool, Anglia – Philharmonic Hall
19. 4 kwietnia 2009 – Sheffield, Anglia – City Hall
20. 6 kwietnia 2009 – Dublin, Irlandia – National Concert Hall
21. 7 kwietnia 2009 – Belfast, Irlandia Północna – Waterfront Hall
22. 9 kwietnia 2009 – Oksford, Anglia – New Theatre Oxford
23. 11 kwietnia 2009 – Nottingham, Anglia – Royal Centre
24. 12 kwietnia 2009 – Londyn, Anglia – Royal Festival Hall
25. 13 kwietnia 2009 – Londyn, Anglia – Royal Festival Hall
26. 14 kwietnia 2009 – Brighton, Anglia – Brighton Dome
27. 16 kwietnia 2009 – Stuttgart, Niemcy – Hegelsaal
28. 17 kwietnia 2009 – Zurych, Szwajcaria – Volkshaus
29. 19 kwietnia 2009 – Senigallia, Włochy – La Fenice
30. 20 kwietnia 2009 – Werona, Włochy – Teatro Filarmonico
31. 21 kwietnia 2009 – Mediolan, Włochy – Teatro Dal Verme
32. 22 kwietnia 2009 – Modena, Włochy – Teatro Comunale Modena
33. 24 kwietnia 2009 – Barcelona, Hiszpania – Palau de la Música Catalana
34. 26 kwietnia 2009 – Oviedo, Hiszpania – Auditorio Príncipe Felipe
35. 27 kwietnia 2009 – Madryt, Hiszpania – Teatro Lope de Vega
36. 28 kwietnia 2009 – Lizbona, Portugalia – Coliseo

### Czwarta część – koncerty letnie w Stanach Zjednoczonych w 2009
1. 1 czerwca 2009 – Shelbourne, Vermont, USA – The Green at Shelburne Museum
2. 2 czerwca 2009 – Canandaigua, Nowy Jork, USA – Marvin Sands Performings Arts Center
3. 5 czerwca 2009 – Filadelfia, Pensylwania, USA – Mann Center for the Performing Arts
4. 6 czerwca 2009 – Vienna, Wirginia, USA – Filene Center
5. 8 czerwca 2009 – Brooklyn, Nowy Jork, USA – Prospect Park Bandshell
6. 10 czerwca 2009 – Charlottesville, Wirginia, USA – Charlottesville Pavillon
7. 12 czerwca 2009 – Manchester, Tennessee, USA – Bonnaroo Music Festival
8. 14 czerwca 2009 – Dallas, Teksas, USA – Majestic Theatre
9. 15 czerwca 2009 – Houston, Teksas, USA – Jones Hall
10. 17 czerwca 2009 – Santa Fe, Nowy Meksyk, USA – Lensic Theater
11. 18 czerwca 2009 – Telluride, Kolorado, USA – Telluride Bluegrass Festival
12. 20 czerwca 2009 – Morrison, Kolorado, USA – Red Rocks Amphitheatre
13. 21 czerwca 2009 – Salt Lake City, Utah, USA – Red Butte Green Amphitheatre
14. 23 czerwca 2009 – Portland, Oregon, USA – Arlene Schnitzer Concert Hall
15. 24 czerwca 2009 – Seattle, Waszyngton, USA – Paramount Theatre
16. 26 czerwca 2009 – Berkeley, Kalifornia, USA – Hearst Greek Theatre

### Piąta część – koncerty letnie w Europie w 2009
1. 6 lipca 2009 – Ateny, Grecja – Badminton Theatre
2. 7 lipca 2009 – Skopje, Macedonia – Universal Hall
3. 8 lipca 2009 – Belgrad, Serbia – Sava Centar
4. 10 lipca 2009 – Lublana, Słowenia – Križanke
5. 11 lipca 2009 – Wiedeń, Austria – Open Air Arena
6. 12 lipca 2009 – Ostrawa, Czechy – Colours Festival
7. 13 lipca 2009 – Warszawa – Klub „Stodoła”
8. 15 lipca 2009 – Budapeszt, Węgry – Millenáris
9. 16 lipca 2009 – Graz, Austria – Kasematten
10. 17 lipca 2009 – Grado, Włochy – Diga Nazario Sauro
11. 18 lipca 2009 – Fiesole, Włochy – Festival Teatro Romano
12. 20 lipca 2009 – Rzym, Włochy – Parco della Musica
13. 22 lipca 2009 – Ferrara, Włochy – Piazza Castello
14. 23 lipca 2009 – Neapol, Włochy – Castel Sant' Elmo
15. 24 lipca 2009 – Locorotondo, Włochy – Locus Festival w Cantina Sociale
16. 27 lipca 2009 – Cagliari, Włochy – Anfiteatro Romano
17. 29 lipca 2009 – Turyn, Włochy – Real Festival w Palace of Venaria
18. 30 lipca 2009 – Lyon, Francja – Grand Théâtre Romain de Fourviére
19. 1 sierpnia 2009 – Lokeren, Belgia – Lokerse Festeen
20. 2 sierpnia 2009 – Amsterdam, Holandia – Melkweg
21. 3 sierpnia 2009 – Londyn, Anglia – Barbican Centre
22. 4 sierpnia 2009 – Southampton, Anglia – Southampton Guildhall
23. 8 sierpnia 2009 – Edynburg, Szkocja – Edinburgh Playhouse
24. 9 sierpnia 2009 – Ledbury, Anglia – The Big Chill

## Personel muzyczny i techniczny Davida Byrne’a

### Personel muzyczny
- David Byrne – głos i gitara elektryczna
- Mark de Gli Antoni – keyboardy
- Lily Baldwin – taniec
- Paul Frazier – gitara basowa
- Redray Frazier – wokal wspierający
- Graham Hawthorne – perkusja
- Natalie Kuhn – taniec
- Kaïssa – wokal wspierający
- Jenni Muldaur – wokal wspierający
- Mauro Refosco – instrumenty perkusyjne
- Steven Reker – taniec

### Personel techniczny
- Jon Pollak – kierownik oświetlenia i reżyser trasy
- Keith Anderson – menedżer trasy
- Jeremy Bolton i Michael Conners – technicy wzmacniaczy elektrycznych
- Mark Edwards – menedżer produkcji
- Don FitzSimmonds – technik perkusji
- Martin Garnish – oświetlenie
- Bruce Knights – otwieranie drzwi dla publiczności
- Mark Lafferty – utrzymywanie sceny i technik keyboardów
- Abi Lester – garderoba
- Bob Lewis – monitory
- Victor Munoz – technik gitarowy

### Choreografowie
- Noémie Lafrance
- Annie B-Parson
- Sonya Robbins
- Layla Child

## Artyści supportujący Byrne’a
- Ani DiFranco
- DeVotchka
- Extra Action Marching Band
- Marianne Faithfull